# GPR34
GPR34 (англ. G protein-coupled receptor 34) – білок, який кодується однойменним геном, розташованим у людей на X-хромосомі. Довжина поліпептидного ланцюга білка становить 381 амінокислот, а молекулярна маса — 43 860.
| 10         |  | 20         |  | 30         |  | 40         |  | 50         |
| ---------- |  | ---------- |  | ---------- |  | ---------- |  | ---------- |
| MRSHTITMTT |  | TSVSSWPYSS |  | HRMRFITNHS |  | DQPPQNFSAT |  | PNVTTCPMDE |
| KLLSTVLTTS |  | YSVIFIVGLV |  | GNIIALYVFL |  | GIHRKRNSIQ |  | IYLLNVAIAD |
| LLLIFCLPFR |  | IMYHINQNKW |  | TLGVILCKVV |  | GTLFYMNMYI |  | SIILLGFISL |
| DRYIKINRSI |  | QQRKAITTKQ |  | SIYVCCIVWM |  | LALGGFLTMI |  | ILTLKKGGHN |
| STMCFHYRDK |  | HNAKGEAIFN |  | FILVVMFWLI |  | FLLIILSYIK |  | IGKNLLRISK |
| RRSKFPNSGK |  | YATTARNSFI |  | VLIIFTICFV |  | PYHAFRFIYI |  | SSQLNVSSCY |
| WKEIVHKTNE |  | IMLVLSSFNS |  | CLDPVMYFLM |  | SSNIRKIMCQ |  | LLFRRFQGEP |
| SRSESTSEFK |  | PGYSLHDTSV |  | AVKIQSSSKS |  | T          |  |            |

A: Аланін

C: Цистеїн

D: Аспарагінова кислота

E: Глутамінова кислота

F: Фенілаланін

G: Гліцин

H: Гістидин

I: Ізолейцин

K: Лізин

L: Лейцин

M: Метіонін

N: Аспарагін

P: Пролін

Q: Глутамін

R: Аргінін

S: Серин

T: Треонін

V: Валін

W: Триптофан

Кодований геном білок за функціями належить до рецепторів, g-білокспряжених рецепторів, білків внутрішньоклітинного сигналінгу. 
Локалізований у клітинній мембрані, мембрані.